# Richie Ashburn
Don Richard Ashburn (ur. 19 marca 1927, zm. 9 września 1997) – amerykański baseballista, który występował na pozycji środkowozapolowego, sześciokrotny uczestnik Meczu Gwiazd, członek Baseball Hall of Fame.

## Kariera zawodnicza
Przed rozpoczęciem sezonu 1945 podpisał kontrakt jako wolny agent z Philadelphia Phillies i został przydzielony do zespołu Utica Blue Sox (poziom Class A), z którym zdobył w 1945 mistrzostwo Eastern League, uzyskując najlepszą średnią w zespole (0,311). W 1946 służył w U.S. Army na Alasce. W 1947 powrócił do Blue Sox i ponownie zdobył mistrzostwo ligi. Ustanowił także rekord Eastern League zaliczając 191 odbić w 137 meczach. 
W Major League Baseball zadebiutował 20 kwietnia 1948 w meczu przeciwko Boston Braves, w którym zaliczył single'a. Sezon 1948 rozpoczął na pozycji lewozapolowego, jednak po 12 spotkaniach został przesunięty na środkowe zapole. 5 czerwca 1948 w drugim spotkaniu doubleheader z Chicago Cubs zaliczył przynajmniej jedno odbicie w 23 meczach z rzędu, a jego średnia wyniosła wówczas 0,380. W lipcu 1948 był jedynym debiutantem w NL All-Star Team. W meczu rozegranym na Sportsman’s Park w St. Louis, wygranym przez AL All Star Team 5–2, Ashburn zaliczył dwa odbicia i skradł bazę. Sezon zakończył ze średnią 0,333 i 32 skradzionymi bazami (1. wynik w MLB), a przez magazyn Sporting News został wybrany najlepszym debiutantem miesiąca. W głosowaniu BBWAA do nagrody NL Rookie of the Year Award zajął 3. miejsce.
W 1950 Ashburn był członkiem składu Phillies, którzy wywalczyli mistrzostwo National League i zyskali przydomek The Whiz Kids. W World Series wystąpił we wszystkich meczach, uzyskując średnią 0,176, a Phillies przegrali z New York Yankees 0–4. W latach 1951–1954 osiągnął średnią 0,318, dwukrotnie zaliczył najwięcej odbić w National League i dwukrotnie reprezentował klub w Meczu Gwiazd. W 1955 uzyskał najlepszą średnią w lidze (0,338). Trzy lata później po raz czwarty zagrał w All-Star Game, zdobył po raz drugi tytuł najlepszego uderzającego ze średnią 0,350, zaliczył najwięcej odbić (215), triple'ów (13) i miał najlepszy wskaźnik on-base percentage (0,440).
W styczniu 1960 w ramach wymiany zawodników przeszedł do Chicago Cubs, a grudniu 1961 do New York Mets. W 1962 został wybrany przez Mets najbardziej wartościowym zawodnikiem zespołu i dwukrotnie reprezentował klub w Meczu Gwiazd. Po raz ostatni zagrał 30 września 1962.  

## Późniejszy okres
W latach 1963–1971 był komentatorem telewizyjnym meczów Phillies. W 1979 numer 1, z którym występował został zastrzeżony przez Philadelphia Phillies. W 1995 został uhonorowany członkostwem w Baseball Hall of Fame. W 2004 został wprowadzony do Philadelphia Sports Hall of Fame.

## Nagrody i wyróżnienia
| Nagroda/wyróżnienie            | Lata                                 | Źródło |
| 6× All-Star                    | 1948, 1951, 1953, 1958, 1962¹, 1962² | [ 1 ]  |
| Baseball Hall of Fame          | od 1995                              | [ 3 ]  |
| # 1 zastrzeżony przez Phillies | 1979                                 | [ 2 ]  |